# Superplexus

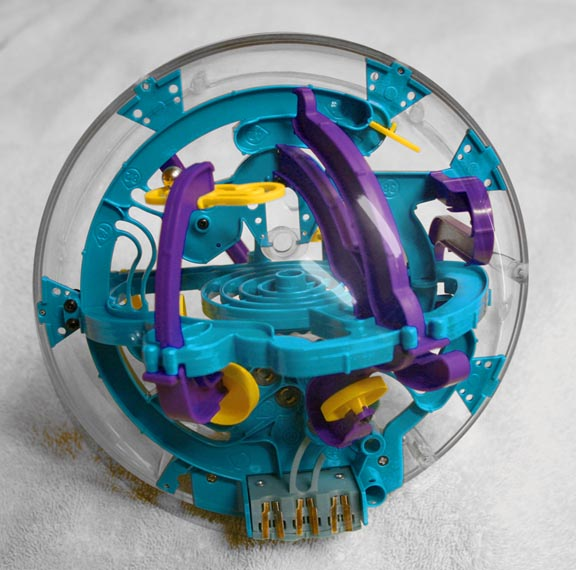
Superplexus

Superplexus is een driedimensionaal labyrintspel gemaakt door Tiger Electronics, een afdeling van Hasbro. Het spel bestaat een transparante plastic bol waarin zich een doolhof bevindt waar een klein balletje doorheen gemanoeuvreerd moet worden. Dit gebeurt door de bal heen en weer te bewegen.
Het spel bestaat uit 100 genummerde stappen. Elke 'stap' kan bestaan uit een simpel stukje waar het balletje langs moet of ingewikkelde dingen als een ruimte waar het balletje doorheen moet vallen. Het spel is verdeeld in drie moeilijkheidsniveaus die steeds moeilijker worden naarmate men 'hoger' in het aantal stappen komt. Bij de hogere stappen wordt het spel frustrerend moeilijk.
Superplexus was geen groot commercieel succes. De bal is onder puzzelfanaten echter wel bekend en geliefd. De bal kan tweedehands worden verkregen via sites als eBay en Marktplaats.